# 杉浦直
杉浦 直（すぎうら ただし、1945年 - ）は、日本の地理学者、岩手大学名誉教授。専門は人文地理学、特に文化地理学であり、東北地方を中心とした景観研究や、カリフォルニア州などアメリカ合衆国西海岸地方における日系アメリカ人コミュニティを中心的な対象としたエスニシティ研究に取り組み、エスニシティ概念に関する理論的論考も発表した。

## 経歴
秋田県に生まれ、1968年に東北大学理学部を卒業して大学院に進み、1976年に「東北地方における農家形態の地理学的研究」により、理学博士を取得した。
1978年に岩手大学人文社会科学部助教授となり、1992年に教授へ昇任した。この間、1983年にはカリフォルニア大学バークレイ校、1988年にはカリフォルニア大学ロサンゼルス校、2005年にはワシントン大学で、それぞれの地理学教室における客員研究員となった。
岩手大学教授を退職し、名誉教授となった後も嘱託教授となり、さらにその後も非常勤講師となった。また、東北地理学会会長も務めた。

## おもな著書

### 単著
- 東北の農村家屋 その地理学的研究、大明堂、1988年
- エスニック地理学、学術出版会（学術叢書）、2011年